# Tytsjerksteradiel
Tytsjerksteradiel (niederländisch Tietjerksteradeel  (anhörenⓘ)) ist eine Gemeinde der Provinz Friesland (Niederlande). Sie hat 32.823 Einwohner (Stand: 1. Januar 2025).

## Orte
Die Gemeinde gebraucht friesische Namen.
Der Verwaltungssitz ist Burgum (niederländisch Bergum), mit etwa 10.094 Einwohnern.
Andere Orte in der Gemeinde sind: (niederländischer Name und Einwohnerzahl (Stand 2024) in Klammern):
- Aldtsjerk (Oudkerk; 700)
- Earnewâld (Eernewoude; 397)
- Eastermar (Oostermeer; 1.575)
- Garyp (Garijp; 1.874)
- Gytsjerk (Giekerk; 2.278)
- Hurdegaryp (Hardegarijp; 5.079)
- Jistrum (Eestrum; 938)
- Mûnein (Molenend; 759)
- Noardburgum (Noordbergum; 2.292)
- Oentsjerk (Oenkerk; 1.969)
- Ryptsjerk (Rijperkerk; 766)
- Sumar (Suameer; 1.364)
- Suwâld (Suawoude; 637)
- Tytsjerk (Tietjerk; 1.619)
- Wyns (Wijns; 259).

## Politik

### Sitzverteilung im Gemeinderat
Der Gemeinderat wird seit 1982 folgendermaßen gebildet:
| Partei                             | Sitze | Sitze | Sitze | Sitze | Sitze | Sitze | Sitze | Sitze | Sitze | Sitze | Sitze |
| Partei                             | 1982  | 1986  | 1990  | 1994  | 1998  | 2002  | 2006  | 2010  | 2014  | 2018  | 2022  |
| ---------------------------------- | ----- | ----- | ----- | ----- | ----- | ----- | ----- | ----- | ----- | ----- | ----- |
| FNP                                | 1     | 1     | 1     | 2     | 3     | 3     | 3     | 5     | 5     | 5     | 5     |
| CDA                                | 10    | 9     | 8     | 7     | 8     | 8     | 7     | 6     | 6     | 6     | 5     |
| BVNL                               | –     | –     | –     | –     | –     | –     | –     | –     | –     | –     | 3     |
| PvdA                               | 6     | 7     | 7     | 5     | 5     | 4     | 7     | 4     | 4     | 3     | 3     |
| VVD                                | 3     | 3     | 2     | 2     | 3     | 3     | 2     | 3     | 3     | 3     | 2     |
| GroenLinks                         | –     | –     | –     | –     | 1     | 2     | 2     | 3     | 2     | 3     | 2     |
| ChristenUnie                       | –     | –     | –     | –     | –     | 1     | 1     | 1     | 2     | 2     | 2     |
| D66                                | 0     | 0     | –     | 2     | 0     | –     | –     | 0     | –     | 1     | 1     |
| Gemeentebelangen Tietjerksteradeel | –     | –     | 4     | 3     | 2     | 2     | 1     | 1     | 1     | –     | –     |
| GPV                                | 1     | 1     | 1     | 2     | 1     | –     | –     | –     | –     | –     | –     |
| RPF                                | 1     | 1     | 1     | 2     | 1     | –     | –     | –     | –     | –     | –     |
| CPN                                | 0     | –     | –     | –     | –     | –     | –     | –     | –     | –     | –     |
| PSP                                | 0     | –     | –     | –     | –     | –     | –     | –     | –     | –     | –     |
| Gesamt                             | 21    | 21    | 23    | 23    | 23    | 23    | 23    | 23    | 23    | 23    | 23    |

### Bürgermeister
Seit dem 4. März 2025 ist Tineke Schokker-Strampel (CDA) kommissarische Bürgermeisterin der Gemeinde. Zu ihrem Kollegium zählen die Beigeordneten Gelbrig Hoekstra (CDA), Romke Dijk (FNP), Andries Bouwman (ChristenUnie) sowie die Gemeindesekretärin Maaike van Gils.

## Lage und Wirtschaft
Die Gemeinde liegt östlich der Provinzhauptstadt Leeuwarden. Burgum ist der Hauptort; das Dorf liegt am Van Harinxmakanaal, der für Binnenschiffe gut befahrbar ist. Auch die Autostraße Leeuwarden – Groningen führt an Burgum und Hurdegaryp vorbei. Die Bahnstrecke Leeuwarden-Groningen läuft durch die Gemeinde, der einzige Bahnhof der Gemeinde befindet sich in Hurdegaryp.
Burgum hat als Verwaltungs- und Versorgungszentrum etwas Industrie und Gewerbe; im Ort sind mehrere Schulen, Altersheime, Geschäfte usw.
Die Landwirtschaft (Viehhaltung) und der Wassersporttourismus (Bergumermeer bei Burgum) sind für die Gemeinde wirtschaftlich von Bedeutung.

## Sehenswürdigkeiten
- Alte Kirchen, z. T. aus dem Mittelalter, gibt es in Wyns, Aldtsjerk, Jistrum[6] (erbaut um 1230, Rijksmonument), Eastermar, Oentsjerk und Gytsjerk
- Der See Bergumermeer
- Das Museum für Folklore in Earnewâld
- Das Skûtsje-Museum in Earnewâld
- Das Heimatmuseum mit Volkssternwarte in Burgum.

## Bilder

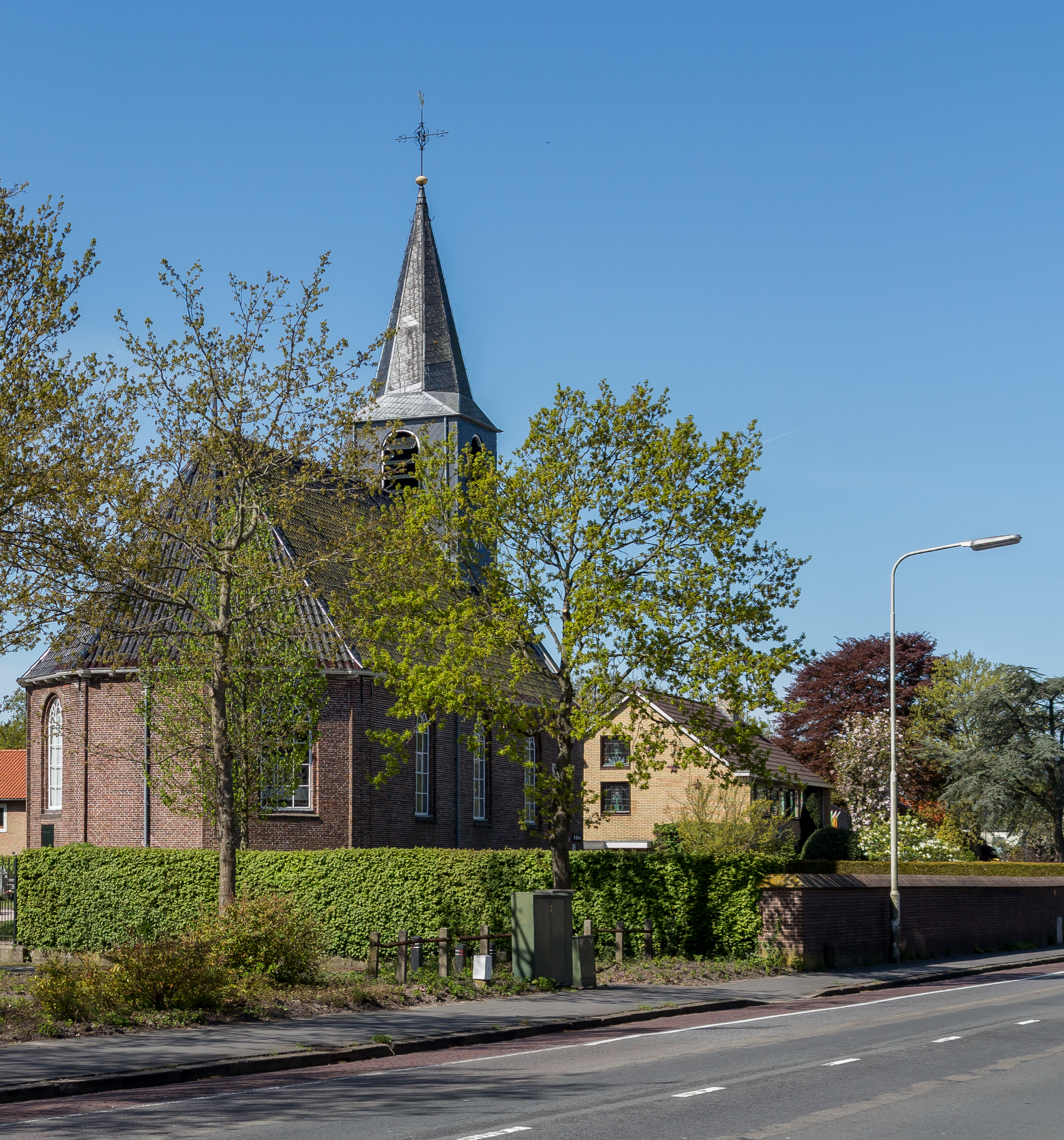
Hurdegaryp, Kirche: die Hofkerk
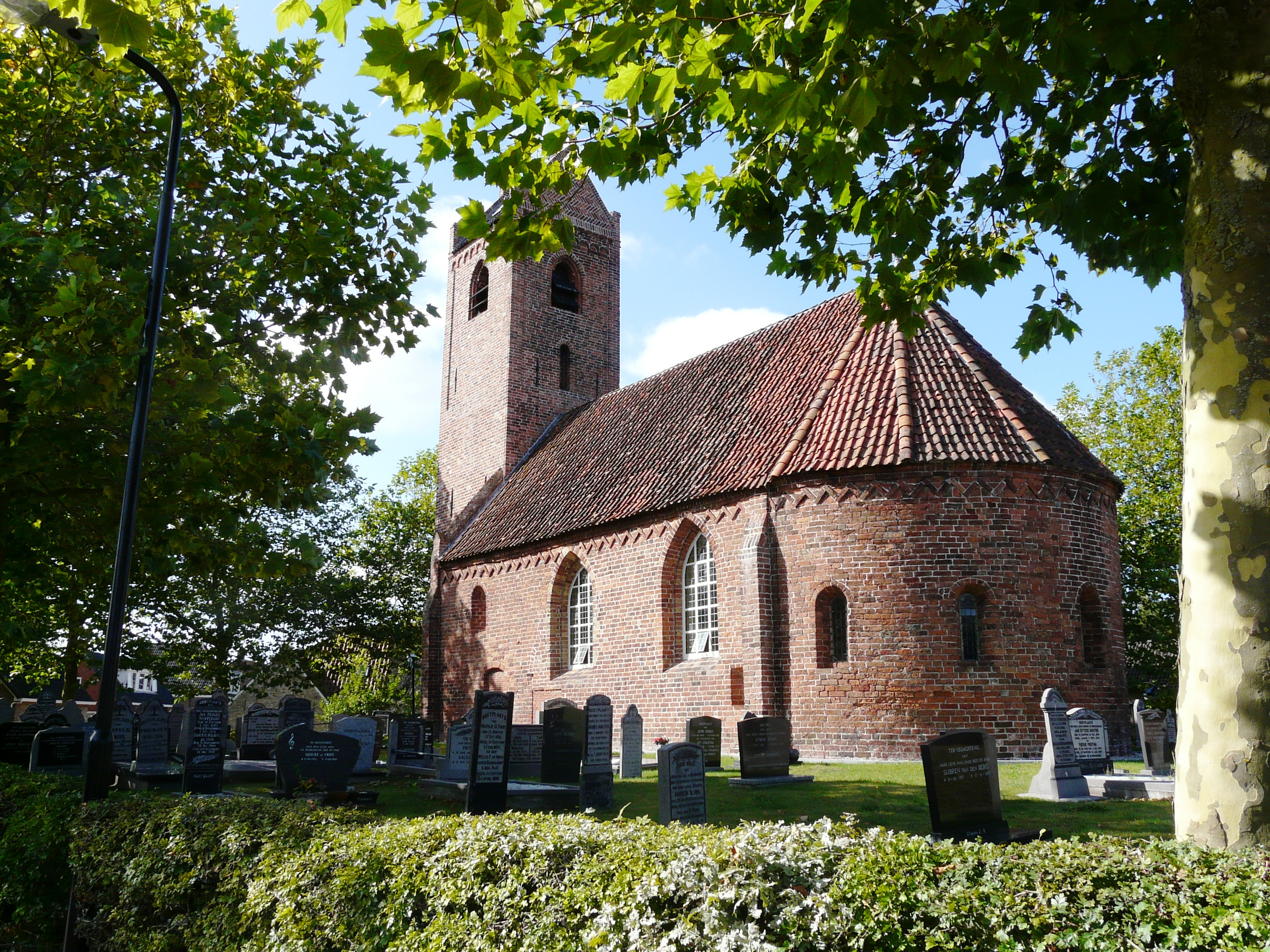
Jistrum, Kirche
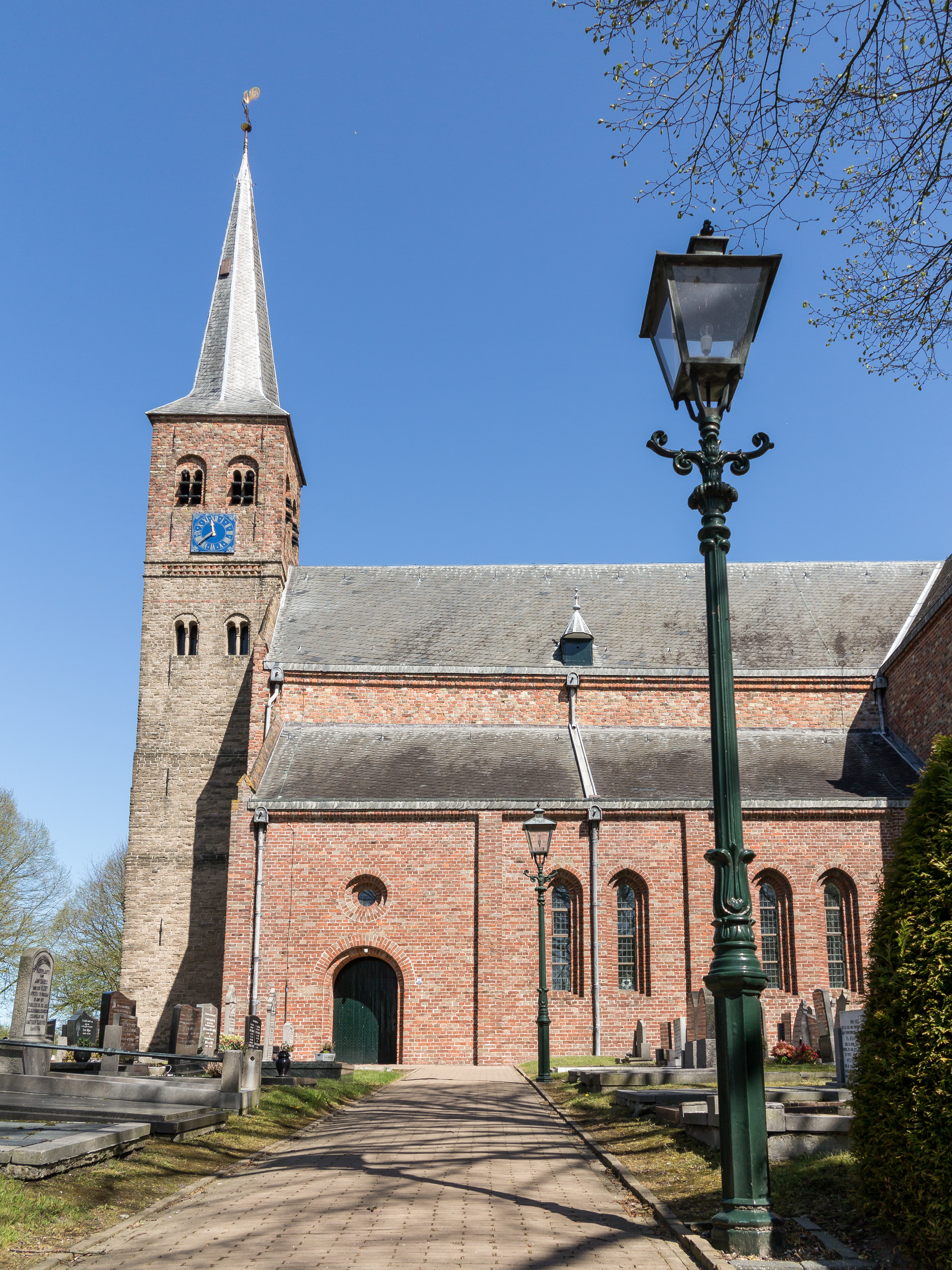
Burgum, Kirche: die Kruiskerk
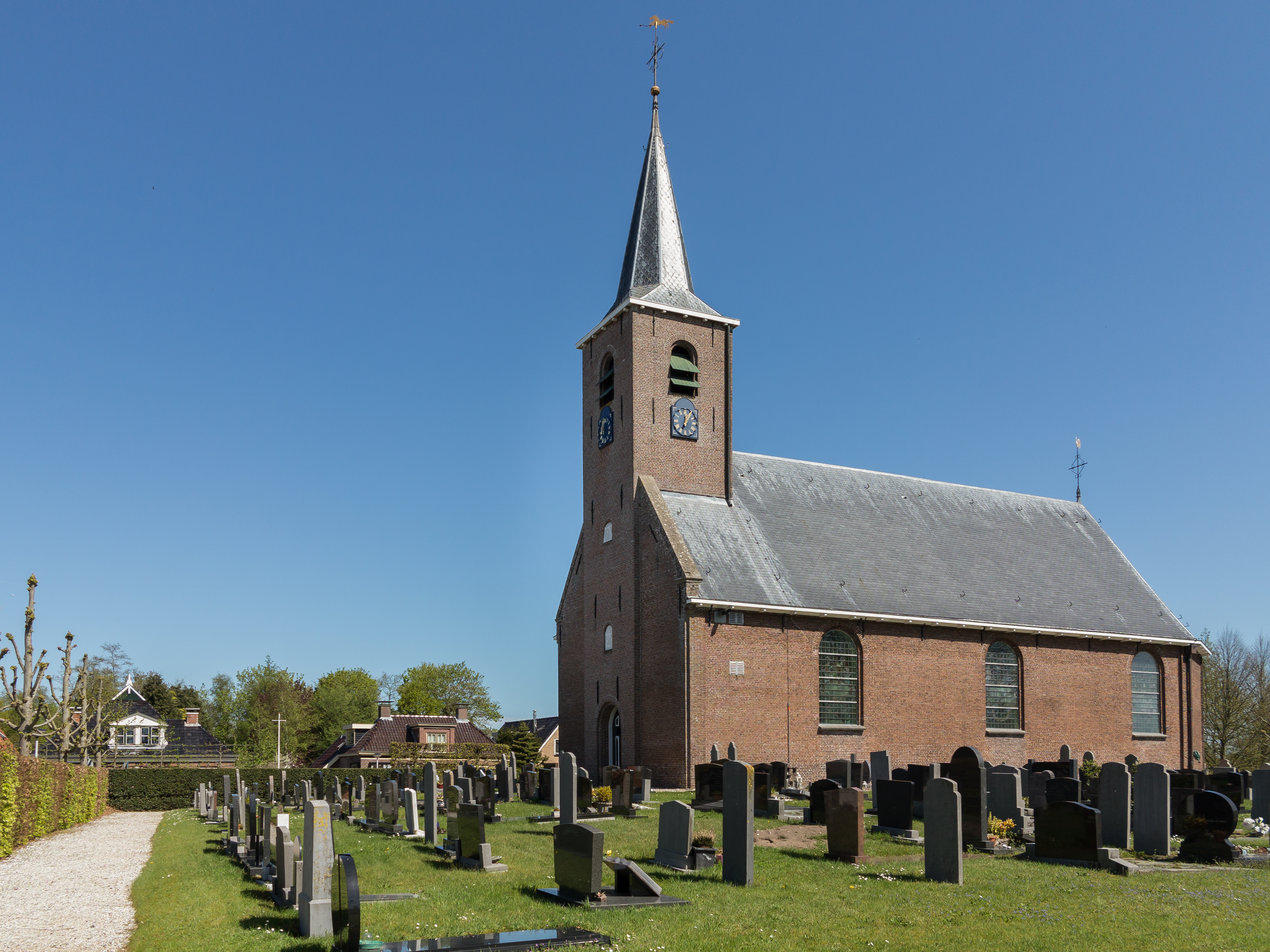
Sumar, Kirche: die Dorpskerk
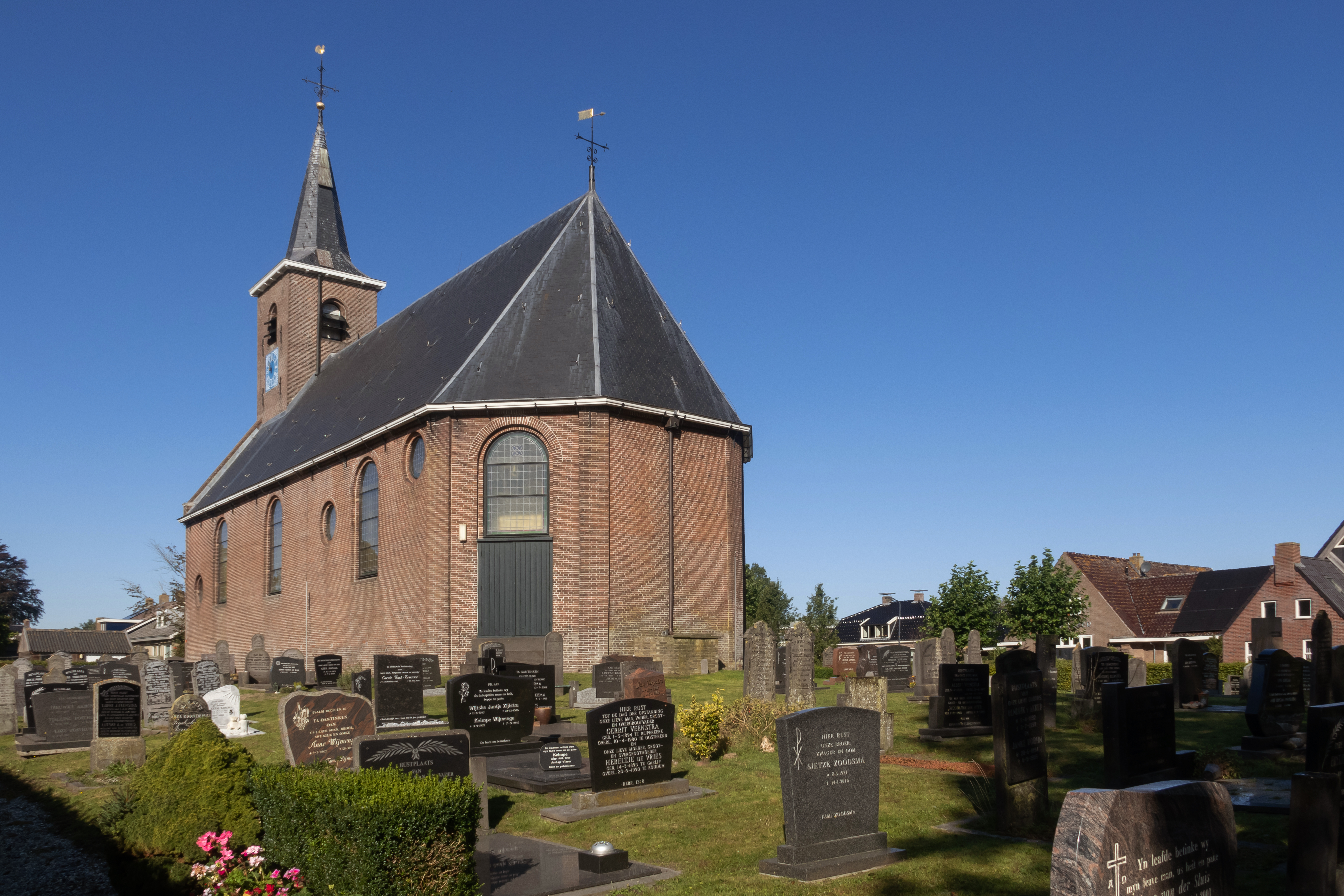
Kirche von Rijperkerk
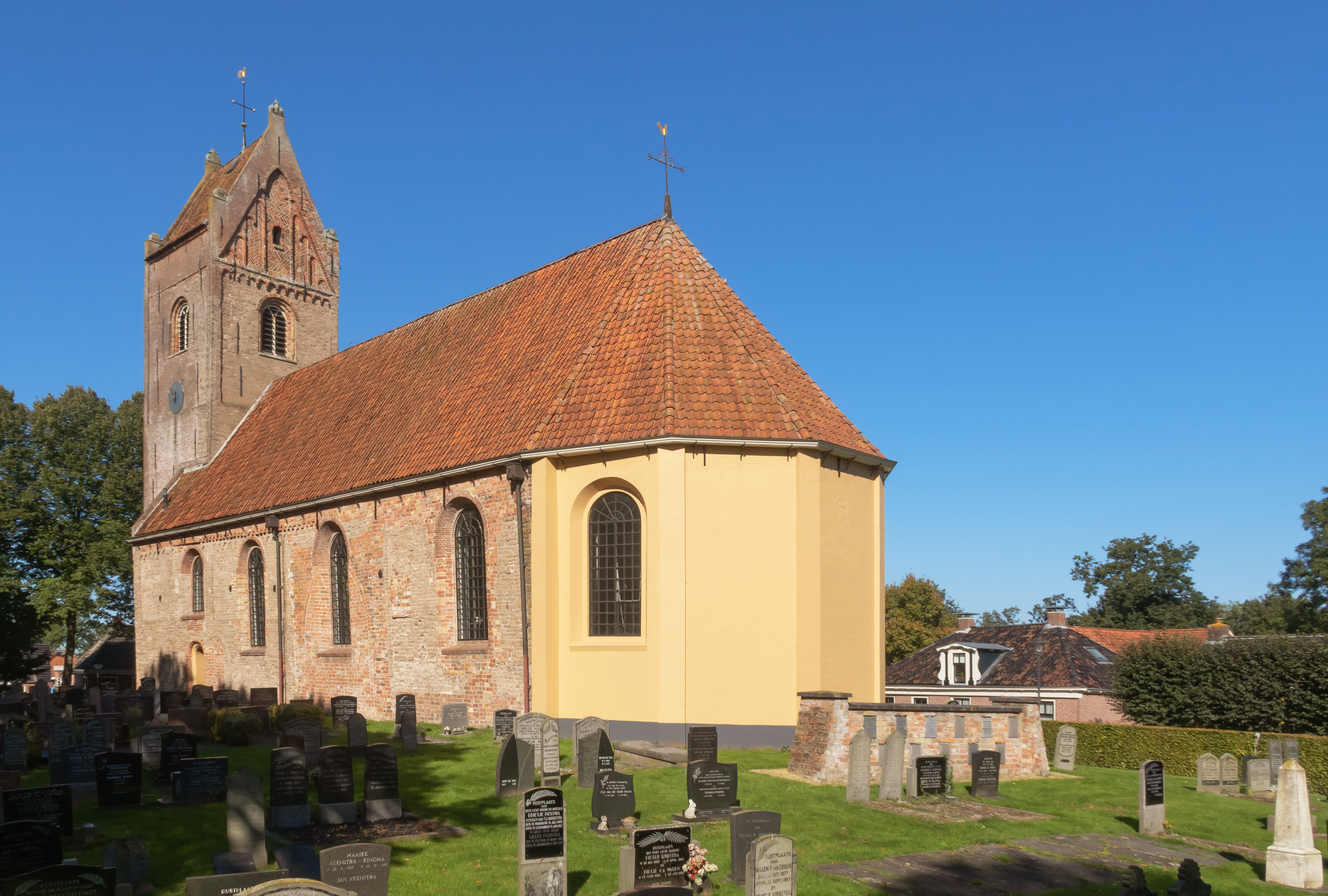
Oudkerk, Kirche: die Pauluskerk

## Veranstaltungen
- Im Sommer wird u. a. auf dem Bergumermeer das Skûtsjesilen gehalten; es ist ein mehrtägiger Segelsportwettbewerb mit 100 Jahre alten, ursprünglich als Frachtschiffchen (Niederländisch: schuitje, Friesisch: Skûtsje) gebrauchten Segelschiffen
- Durch Bartlehiem führt die Strecke der Elfstedentocht, des berühmten Eisschnelllauf-Marathonrennens entlang der elf friesischen Städte.

## Söhne und Töchter der Gemeinde
- Enneüs Heerma (1944–1999), Politiker des Christen-Democratisch Appèl
- René Hooghiemster (* 1986), Radrennfahrer
- Doutzen Kroes (* 1985), Model
- Lieuwe Westra (1982–2023), Radrennfahrer